# Jô Soares

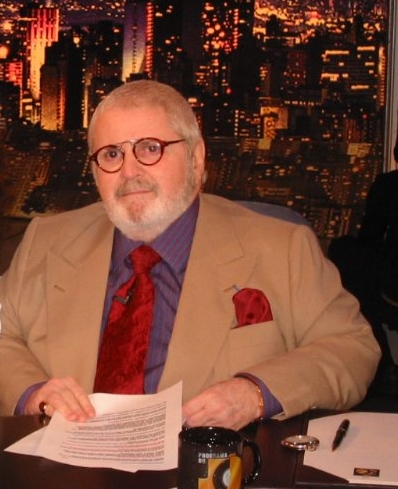
Jô Soares, Programa do Jô (2009)

Programa do Jô (2000–2016)

Jô Soares

José „Jô“ Eugênio Soares (* 16. Januar 1938 in Rio de Janeiro; † 5. August 2022 in São Paulo) war ein brasilianischer Autor, Schauspieler, Fernsehmoderator, Dramaturg und Theaterregisseur. 2005 nahm er an dem Literaturfest Festa Literária Internacional de Paraty teil. Im Fernsehen wurde Jô Soares als Humorist berühmt. In seiner Talkshow Programa do Jô, 2000 bis 2016 auf Rede Globo, interviewte er unter anderem auch den deutschen Fußballstar Franz Beckenbauer.

## Bücher
- O astronauta sem regime, 1985
- O Xangô de Baker Street,  1995 (dt. Sherlock Holmes in Rio), 1998, ISBN 3-453-19826-3
- O Homem que Matou Getúlio Vargas, 1998, ISBN 978-85-7164-839-5
- Assassinatos na Academia Brasileira de Letras, Companhia das Letras, 2005, ISBN 978-85-359-0617-2
- As esganadas, Companhia das Letras, 2011, ISBN 978-85-359-1975-2

## Filme
- 1954 – Rei do Movimento
- 1956 – De Pernas pro Ar
- 1957 – Pé na Tábua
- 1959 – Aí Vêm os Cadetes
- 1959 – O Homem do Sputnik
- 1960 – Vai que É Mole
- 1960 – Tudo Legal
- 1965 – Pluft, o Fantasminha, von Romain Lesage nach dem Theaterstück von Maria Clara Machado
- 1965 – Ceará contra 007
- 1968 – Hitler III Mundo
- 1968 – Papai Trapalhão
- 1969 – Agnaldo, Perigo à Vista
- 1969 – A Mulher de Todos,
- 1971 – Nenê Bandalho
- 1973 – Amante muito Louca
- 1979 – Tangarela, a Tanga de Cristal
- 1976 – O Pai do Povo, auch das Drehbuch und die Regie von Jô Soares
- 2001 – O Xangô de Baker Street, nach dem eigenen Roman.
- 2003 – Person, Dokumentarfilm von Marina Person
- 2004 – A Dona da História, nach dem Theaterstück von Daniel Filho

## Fernsehen
- 1970 – Faça Humor, Não Faça Guerra eine humoristische Sendung bei TV Globo
- 1981 – Viva o Gordo, erstes Soloprogramm von Jô Soares.
- 1988 – Veja o Gordo, beim Fernsehsender SBT
- 2000–2016 – Programa do Jô, Talkshow, Rede Globo